# Stefan Fikus
Stefan Fikus (kasz. Sztefan Fikùs; ur. 9 lutego 1920 w Luzinie, zm. 5 października 2010 w Lęborku) – kaszubski twórca (publicysta, poeta, prozaik, historyk hobbysta i malarz amator) i działacz społeczny.

## Życiorys
Stefan Fikus urodził się w rodzinie Feliksa i Helena z domu Janeczek. Oprócz prowadzenia gospodarstwa rolnego ojciec pracował jako robotnik rolny i leśny, stolarz oraz dekarz. Stefan był najstarszym z dziesięciorga rodzeństwa. Skończył szkołę powszechną w Luzinie.
W 1935 zaczął pracę w Fabryce Mebli i Krzeseł w Gościcinie. Po 1,5 roku został zwolniony. Pracował dorywczo u gospodarzy i rzemieślników. Należał do Katolickiego Stowarzyszenia Młodzieży Męskiej. Udzielał się w sekcjach: teatralnej, piłki nożnej, strzeleckiej i muzycznej. Został kapelmistrzem młodzieżowej orkiestry dętej.
W dniu 10 listopada 1938 w Bydgoszczy, siedzibie 16 Pułku Ułanów Wielkopolskich, zgłosił się na ochotnika do wojska. Po ukończeniu służby jako rekrut i 7. klasy szkoły powszechnej podpisał kontrakt na 5 lat. Grał w wojskowej orkiestrze. Był korespondentem pułkowym. Pisał do biuletynu pułku pt. Komunikaty. Planował naukę w szkole średniej.
W momencie wybuchu II wojny światowej przebywał w szpitalu w Bydgoszczy. Nie mogąc wrócić do jednostki, został sanitariuszem w szpitalu polowym. Po aresztowaniu 14 września 1939 został osadzony w obozie przejściowym dla jeńców i ludności cywilnej w bydgoskich koszarach. W dniu 23 października trafił do obozu jenieckiego w Gross Born-Westfalenhoff, następnie do Oflagu II C Woldenberg. Tydzień później przetransportowano do Pasewalku nad Odrą. Ostatecznie wysłano go na roboty przymusowe do Schlepkow w powiecie Prenzlau, gdzie pracował do 1945. Tam poznał przyszłą żonę, Pelagię Wronę, również zesłaną na roboty przymusowe. Ślub wzięli w 1940 za zgodą rodziców i władz niemieckich. W Schlepkow przyszli na świat ich 2 najstarsi synowie.
Po zakończeniu II wojny światowej rodzina wróciła do Luzina. Wiosną 1945 Fikus wyjechał do Lęborka, gdzie w czerwcu podjął pracę w Polskich Kolejach Państwowych. Najpierw pracował jako manewrowy, potem konduktor i kierownik oraz kontroler pociągów. W Lęborku pracował do przejścia na emeryturę w 1980. Po znalezieniu pracy i mieszkania przy ul. Kolejarzy 15 sprowadził do Lęborka rodzinę.
W latach 1952–1954 uczestniczył w kursie malarstwa i grafiki prowadzonym w Lęborku. W 1965 ukończył zaocznie Technikum Kolejowe w Bydgoszczy. Próbował reaktywować oddział Katolickiego Stowarzyszenia Młodzieży w Lęborku. Włączył się w działalność Polskiego Stronnictwa Ludowego.
W 1946 uczestniczył w Kongresie Kaszubskim w Wejherowie. W latach 60. XX w. związał się z ruchem kaszubsko-pomorskim. Od 1971 był członkiem Oddziału Gdańskiego Zrzeszenia Kaszubsko-Pomorskiego, a 4 lata później założył koło w Lęborku, któremu przewodniczył do 1985, kiedy został jego honorowym prezesem. Brał udział w Spotkaniach Wdzydzkich i Seminariach Kaszubskich w Łączyńskiej Hucie. Współpracował z Muzeum Piśmiennictwa i Muzyki Kaszubsko-Pomorskiej w Wejherowie. Przyjaźnił się z działaczami kaszubskimi, m.in. Leonem Roppelem, Klemensem Dercem i Edmundem Kamińskim.
Od lat 50. XX w. był członkiem Stowarzyszenia PAX, a od 1984 prezesem jego oddziału w Lęborku. Zrezygnował z funkcji w 1995 (od 1993 organizacja nosiła nazwę Civitas Christiana). Z ramienia PAX w latach 1982–1984 był radnym Miejskiej Rady Narodowej w Lęborku, a w latach 1984–1988 Wojewódzkiej Rady Narodowej w Słupsku.
Z inspiracji Fikusa i współpracującego z nim franciszkanina o. Janusza Jędryszka mieszkańcy i mieszkanki Lęborka, zwłaszcza Kaszubi, zaczęli uczestniczyć w pielgrzymkach do Sianowa i Wejherowa. Fikus przyczynił się do upamiętnienia w kościele św. Jakuba w Lęborku Szczepana Gracza i innych polskich działaczy z powiatu lęborskiego sprzed II wojny światowej.
W 1994 był współzałożycielem Lęborskiego Bractwa Historycznego. Zebrał m.in. relacje uczestników i świadków Marszu Śmierci oraz wspomnienia sybiraków z Luzina. Według Gerarda Labudy, który uczęszczał do tej samej szkoły podstawowej co Fikus, był samoukiem w najlepszym wydaniu.
W 2004 odebrał Wyróżnienie Honorowe Rady Miejskiej „Lęborski Lew”.
Zmarł kilka dni po śmierci Gerarda Labudy. Pogrzeb odbył się 7 października 2011 w sanktuarium św. Jakuba Apostoła w Lęborku.

## Twórczość
Pierwsze utwory literackie powstały w czasie pobytu w majątku Schlepkow. Były to wspomnienia (wydane w 1982), wiersze i utwory sceniczne. Był autorem ponad 20 sztuk, zwykle pisanych w języku kaszubskim, i około 200 wierszy. Jego wiersze publikowano np. w antologii poezji kaszubskiej Modra struna z 1971, tomie Kaszëbsczie kolãdëëgodowespiewë z 1982 i antologii Polska nam papieża dała z 1999. Do niektórych z nich skomponowano muzykę i włączono do repertuaru zespołów kaszubskich. Znana jest jego kolęda Na niebie skrzi są gwiôzda. Od 1968 publikował w „Pomeranii”. Był autorem prac o tematyce religijnej. Tworzył pod pseudonimem Stach z Lãbórga.
Był korespondentem „Sygnałów” (1947–1981) i „Słowa Powszechnego” (1947–1985). Tam publikował swoje teksty literackie. Pisał też do następujących tytułów: „Ilustrowany Kurier Polski”, „WTK”, „Zielona Droga”, „Zorza”, „Gwiazda Morza”, „Gryf”, „Biuletyn Lęborskiego Bractwa Historycznego”.
W dniu 11 czerwca 1987 jako delegat Kaszubów przekazał papieżowi Janowi Pawłowi II obraz swojego autorstwa przedstawiający św. Franciszka jako patrona Kaszub.
Był uczestnikiem wielu konkursów literackich, a w 1987 inicjatorem i współorganizatorem Ogólnopolskiego Konkursu Literackiego im. Mieczysława Stryjewskiego. Został w nim wyróżniony siedem razy. W 1998 wraz z pozostałymi członkami Lęborskiego Bractwa Historycznego odebrał Skrę Ormuzdową – honorową nagrodę miesięcznika „Pomerania”.
Najbardziej znane jego prace:
- Gôdka o rëbôkach – debiut literacki, przypowieść opublikowana w 1961 w czasopiśmie „Kaszëbë”
- Kaszëbskô Gwiôzdka z Lęborka – sztuka teatralna (jasełka) z 1981, za którą w 1982 wraz z o. Januszem Jędryszkiem odebrał Medal Stolema za szczególne osiągnięcia w pomnażaniu i popularyzowaniu dorobku Pomorza[2]
- Za Judaszowe strzebniki – sztuka pasyjna, w 1983 wyreżyserowane przez o. Janusza Jędryszka
- Pojmańczicë, wyd. Zrzeszenie Kaszubsko-Pomorskie, oprac. Izabella Trojanowska, 1981 autobiograficzna opowieść napisana po kaszubsku, w gwarze luzińskiej, o przeżyciach z okresu II wojny światowej[1]
- Moje miasto – tomik wierszy z 1985
- Historia wsi Luzina i okolic w latach 1871–1985 – praca z 1992 (ze wstępem Gerarda Labudy)
- Jak to przódë biwało – zbiór opowiadań wydanych w 1999
- A śmierć nie przëchôdô – sztuka teatralna wystawiona w 2000
- Tak też biwalo, Banino 2003
- Tak bëm chcôl, Gdańsk 2010[1].

## Spuścizna i upamiętnienie
Muzeum Piśmiennictwa i Muzyki Kaszubsko-Pomorskiej w Wejherowie przechowuje rękopisy i maszynopisy jego utworów literackich i prac wspomnieniowo-historycznych, które napisał zarówno po polsku, jak i kaszubsku. Jego prace literackie i obrazy są w zbiorach Biblioteki Gminnej w Luzinie, Muzeum w Lęborku i zbiorach prywatnych.
W 2014 Muzeum Piśmiennictwa i Muzyki Kaszubsko-Pomorskiej w Wejherowie w serii „Biblioteka Kaszubska” wydało powieść napisaną przez Fikusa w 1960 pt. Dola młodego skowrona.
Był bohaterem XIII Konferencji Kaszuboznawczej pod hasłem Stefan Fikus i zachodnie rubieże Kaszub, zorganizowanej w Muzeum Zachodniokaszubskim w Bytowie 19 listopada 2014 przez wspomniane muzeum, Zakład Antropologii Literatury i Badań Kaszubsko-Pomorskich Akademii Pomorskiej w Słupsku oraz Instytut Kaszubski w Gdańsku.